# Древо (фольклорний ансамбль села Крячківка)
Древо — ансамбль села Крячківка Пирятинського району Полтавської області, відомий далеко за межами України своїм унікальним багатоголоссям.

## Історія ансамблю
Уперше зібрався 1958 року. У 1970-х роках визначним українським музикознавцем-фольклористом Володимиром Матвієнком під час однієї з фольклорних експедицій був записаний на магнітну стрічку. Ці фонограми зробили ансамбль відомим спочатку в колах музикантів-фольклористів України та СРСР, а згодом, особливо після участі записів гурту в Першому всеукраїнському радіоконкурсі «Золоті ключі» (Українське радіо, 1980—1981 роки), також широкому загалові слухачів.
У репертуарі «Древа» — старовинні (XVIII—XIX століть) пісні Полтавщини (одна з яких — «Ой, у полі древо» — згодом дала назву гуртові), а також пісні, складені чи доповнені самими учасниками ансамблю. До останніх належить пісня «Соловею-канарею», колись почута по радіо найстаршою учасницею гурту — Галиною Попко. Пісня дуже сподобалась їй, і, не маючи змоги знайти оригінальний текст, Ганна Якимівна доповнила її своїми словами, а також розклала для «Древа» на три голоси.
Нині виступає вже третій склад гурту. Зокрема, в ансамблі співає американець Юрко Фединський, який у 2009 році переїхав у село зі США.
З 2014 року сайт та сторінку ансамблю «Древо» веде львівський співак Юрій Йосифович.

## Цікаві факти
- Українські народні пісні «Ой, там на горі», та «Ой, мамо, люблю Гриця», що звучать у мультфільмі «Жив був Пес», виконані саме ансамблем «Древо».

## Фільмографія
- 2021 — «Древо. Любов» (документальна стрічка за участі гурту «Курбаси», режисер — Юрій Йосифович)

## Галерея
Виступ на етносвяті «Свіччине весілля»

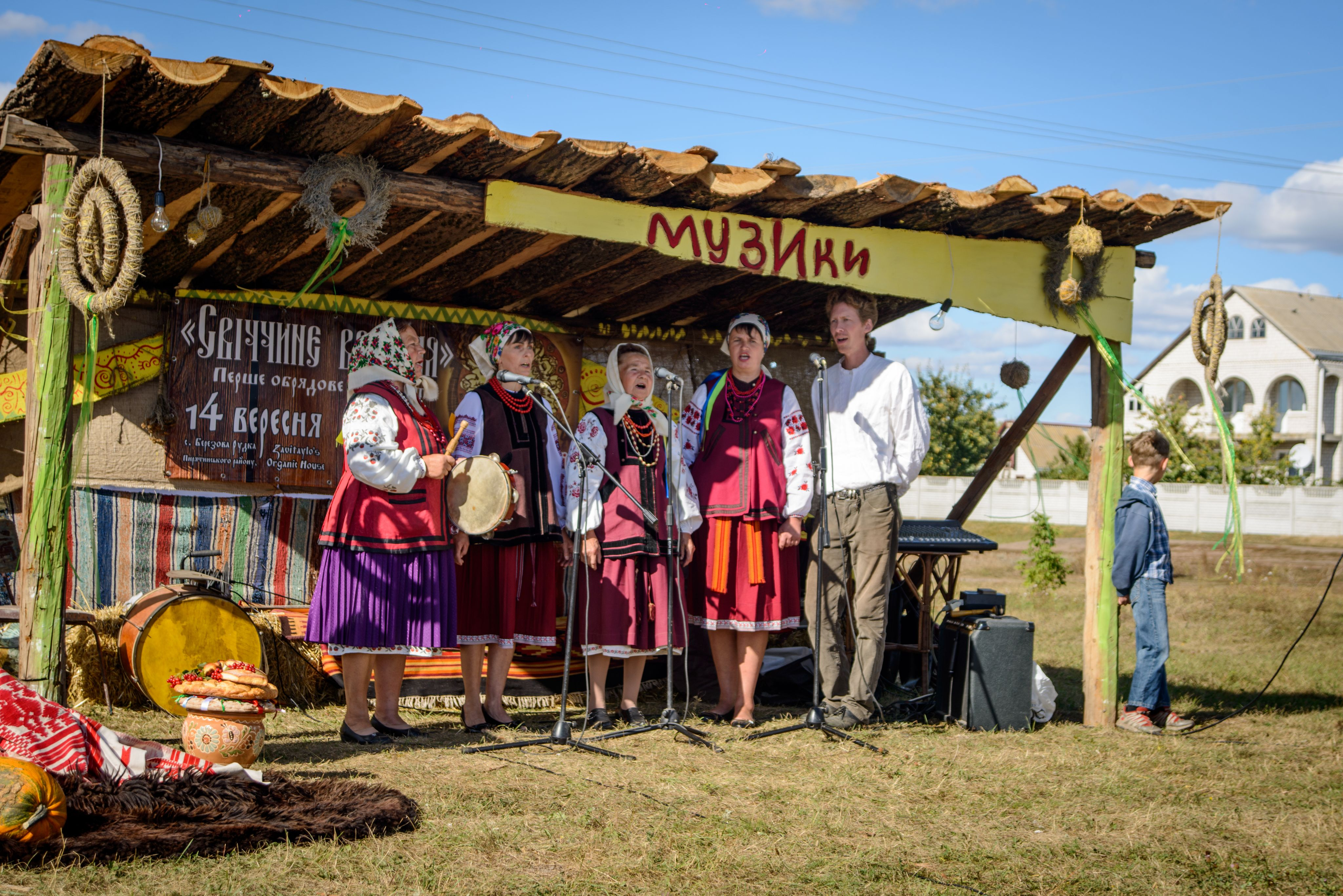
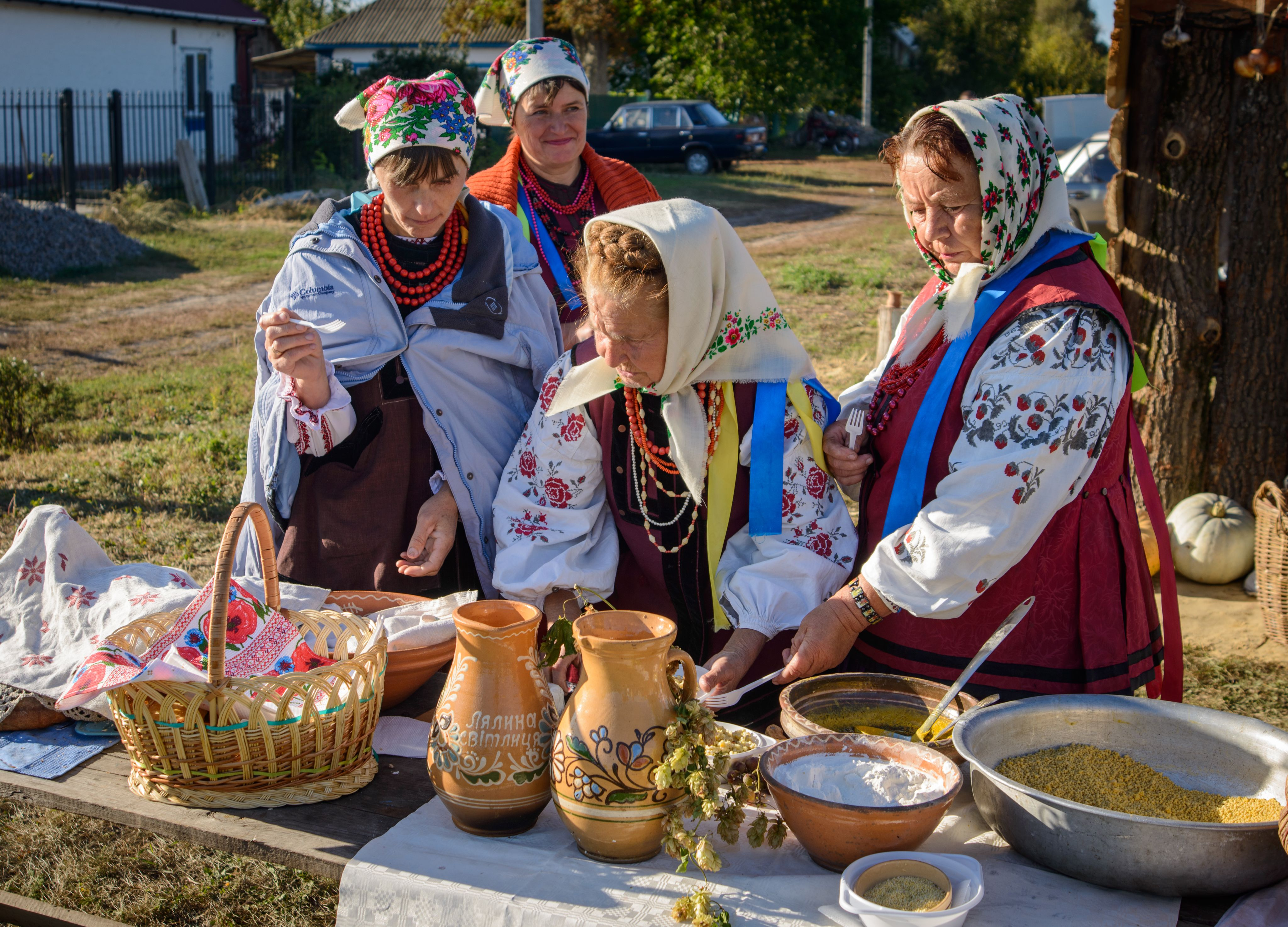
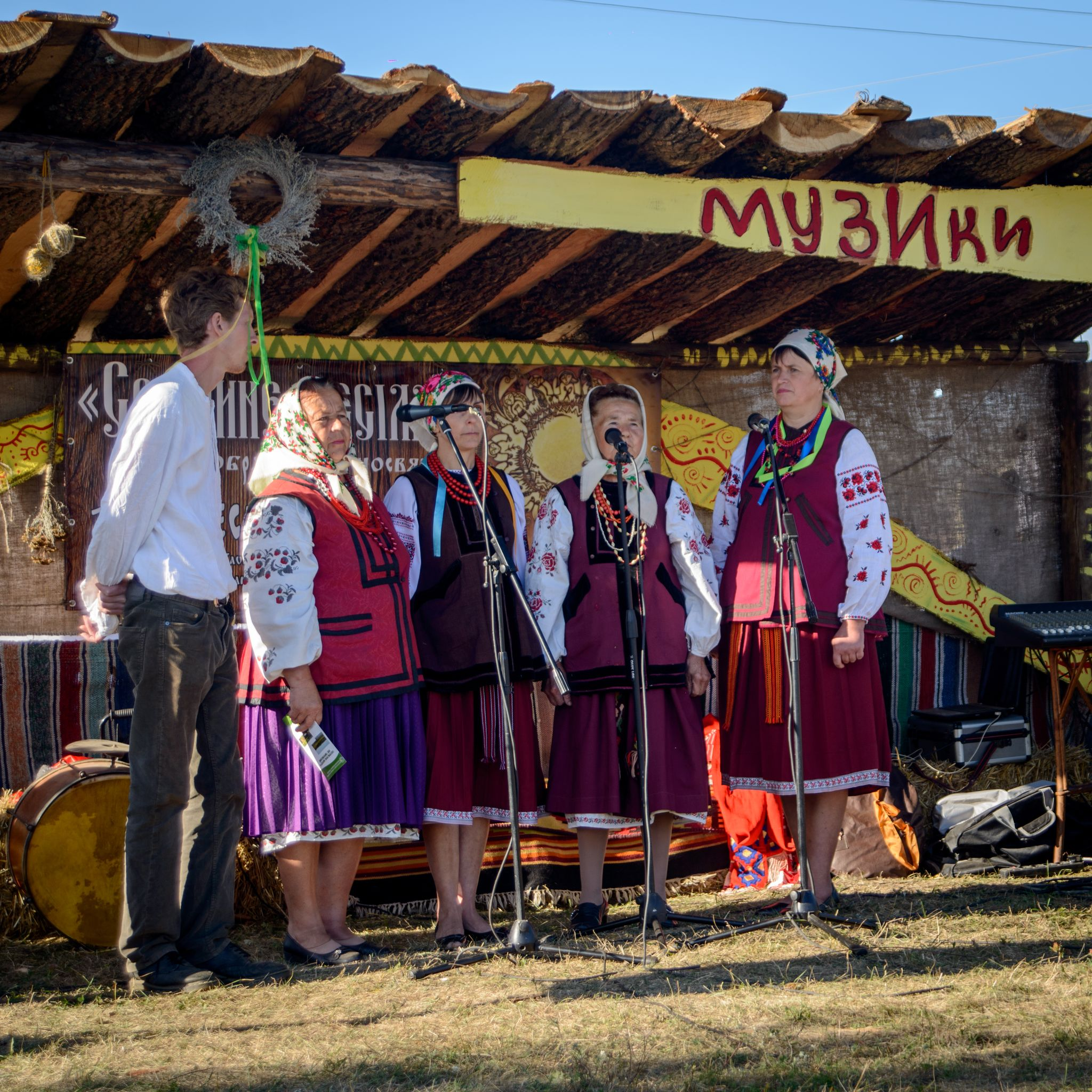